# Елбанские острова
Елбанские острова — группа островов в акватории Новосибирского водохранилища. Представляют собой участок коренного берега, на котором до затопления местности располагалось село Елбань.

## Общие сведения
Елбанские острова находятся приблизительно на середине русловой части Новосибирского водохранилища. В административном отношении располагаются на территории Ордынского района. Находятся близ устья реки Быструха. Ближайший населённый пункт — село Усть-Хмелёвка Нижнекаменского сельсовета. Выше находится районный центр рабочий посёлок Ордынское. 50 % островов занимают стоячие пресные водоёмы, 20 % — пойменные луга, 15 % — заросли кустарников, 10 % — илистые и песчаные отмели, 5 % — леса. Большая часть (70 %) территории слабо используется. На одном из островов (самый южный) расположена изба, летом и осенью место жительства рыбаков. 10 % земель имеют рекреационное назначение.

## Птицы
Выявлены 4 вида гнездящихся на островах птиц из семейства чайковых:
- Черноголовый хохотун. Первая гнездящаяся здесь пара была обнаружена в 1994 году, в 1999 году зафиксированы 33 гнезда, а в 2015 году на островах насчитывалось уже 900—1400 гнёзд данного вида. В акватории Новосибирского водохранилища черноголовые хохотуны гнездятся только на Елбанских островах[5].
- Барабинская чайка
- Сизая чайка
- Речная крачка[1]